# Барабани небезпеки (фільм, 1923)
«Барабани небезпеки» (англ. The Drums of Jeopardy) — американський детектив режисера Едварда Діллона 1923 року.

## Сюжет
Князь Алексій Російський заповів Джерому Хавкслі два діаманти. Злий Грегор Карлов дізнається, що діаманти мають надприродну силу, і розробляє схему їх викрадення.

## У ролях
- Ілейн Хаммерстін — Дороті Берроуз
- Джек Мулхолл — Джером Хавкслі
- Воллес Бірі — Грегор Карлов
- Девід Торренс — Кутті
- Мод Джордж — Ольга Андревіч
- Ерік Мейн — банкір Берроуз
- Форрест Сібері — Стефані